# 日落海岸

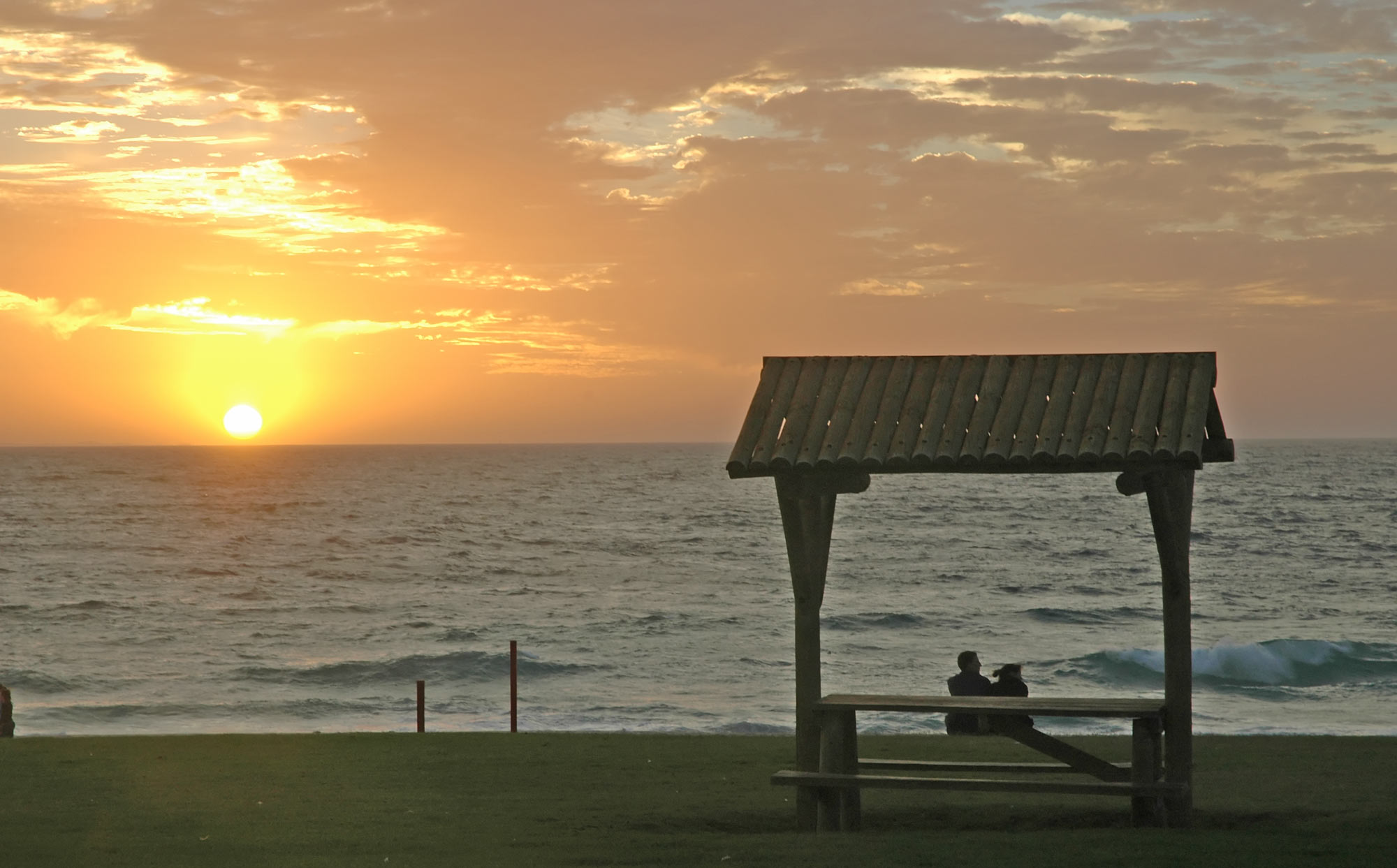
日落時分的日落海岸

日落海岸 ( 英語: Sunset Coast ) 位於西澳首府珀斯的郊區。從南面距離市中心約12公里的科特斯洛海灘展開一直伸延至50公里以北的兩塊石 (Two Rocks)，再繞過東面近海的內陸地區為止。日落海岸包裹著整條珀斯以北的海岸線，是一個擁有無數海灘、充沛陽光集於一身的消閒聖地。顧名思義這裡更是欣賞日落的好地方。
日落海岸是由西澳洲旅遊局(原西澳洲旅遊委員會)命名， 位於西澳首府珀斯的一段沿海北部地區，是珀斯6個組成旅遊專用地區之一。 在90年代以來一直是西澳旅遊規劃中心、用於州際及海外市場推廣的地區。

## 海灘
坐落於日落海岸(Sunset Coast) 的海灘多達二十個，其中包括以下：

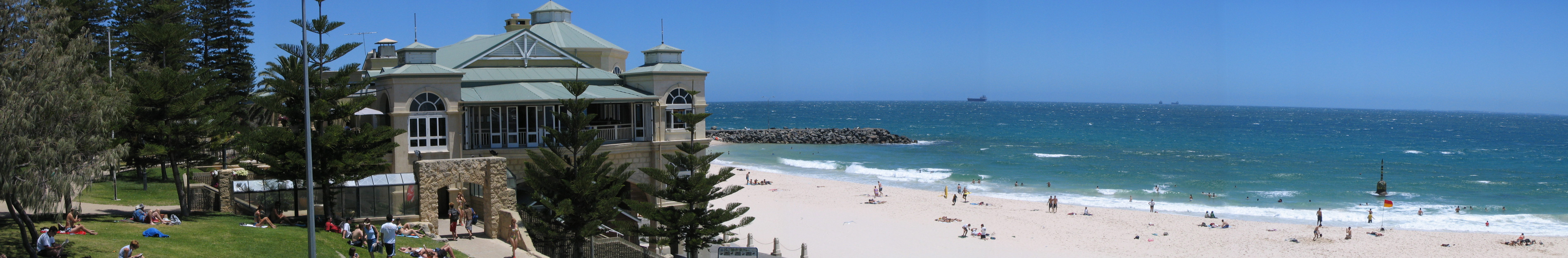
Cottesloe Beach - 是在Sunset Coast其中一個海灘之一

- 科特斯洛海灘　(Cottesloe Beach)
- 斯旺本海灘　(Swanbourne Beach)(天體海灘)
- 弗洛里特海灘 (Floreat Beach)
- 斯卡堡海灘　(Scarborough Beach)
- 城市海灘　(City Beach)
- 北部海灘　(North Beach)
- 沃特曼海灘 (Waterman Beach)
- 索倫托海灘 (Sorrento Beach)

其中以科特斯洛以絕無污染的海水最受遊客歡迎，而斯卡堡則被稱為沖浪勝地。

## 景點及設施

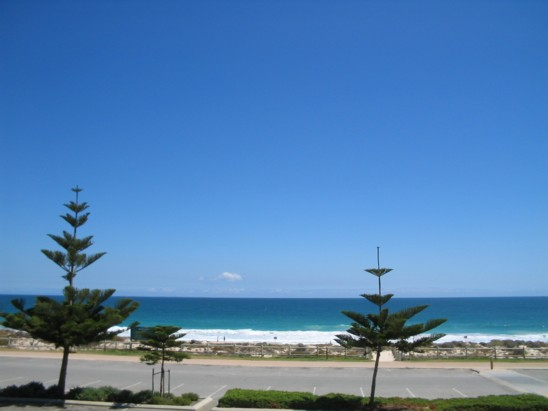
海天一色的日落海岸

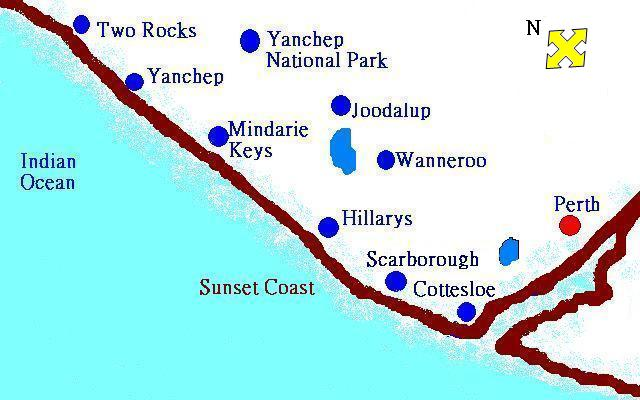
日落海岸的位置

從特里格島 (Trigg Island)至本斯石 (Burns Rock)的海岸線亦是瑪米安海岸公園(Marmion Marine Park)的大本營。這裡清澈的環礁湖(鹹水湖)是跳脫的海豚及海獅的家鄉 –欣賞這些有趣的海洋動物活動於屬於牠們的自然環境之內。
再沿著海岸線以北便是著名的希拉利斯船岸 (Hillarys Boat Harbour)，索倫托碼頭 (Sorrento Quay)等渡假聖地。這裡有適合一家大小的西澳水族館(AQWA)、小型高爾夫球場、野餐場地與及特色的橫木板散步徑等。
日落海岸除了海岸線景致吸引外，內陸地區亦另有一番風景。傱 索倫托碼頭 再北上便是君達樂（Joondalup）。這區的特色是擁有廣闊自然叢林、清蔥郊遊區及湖光山色。再加上可在這裡與袋鼠或野生雀鳥作近距離接觸。讓遊客真正體驗到回歸大自然的機會。
過了君達樂（Joondalup）便到接近日落海岸尾聲的蘭斯林。這裡清澈深藍的海水，亦是再次讓遊客享受於各式水上活動的地方，如風帆、衝浪風箏、衝浪板、釣魚以至游泳的同時游至東面內陸巨大的沙丘–便是日落海岸的盡頭。

## 外部連結
- Sunset Coast Official Website （页面存档备份，存于）
- Experience Perth Website （页面存档备份，存于）